# Ohsama Sentai King-Ohger
Donbrothers Boonboomger
Ohsama Sentai King-Ohger (王様戦隊キングオージャー, Ō-sama Sentai Kingu-Ōjā, littéralement King-Ohger, l'escadron des rois), est une série télévisée japonaise du genre sentai diffusée en 2023. Il s'agit de la 47e série de la franchise. Elle a pour thème les arthropodes et la royauté.

## Synopsis
Il y a 2 000 ans, face à l'attaque de l'Empire Souterrain Bugnarök, les rois et reines qui gouvernent les royaumes de la Tairre sont contraints de s'unir pour en devenir les Héros. Grâce aux OhgerCalibur, ils deviennent l'Ohsama Sentai King-Ohger et sauvent ainsi le monde de l'invasion. Cependant, il existe une prophétie selon laquelle, de nos jours, les Bugnarök seraient de retour pour envahir la surface. Les descendants des héros antiques se voient alors utiliser les pouvoirs de leurs ancêtres, à l'exception d'un, destiné à devenir Roi malgré son manque de prédispositions,.

## Développement
À la suite des changements drastiques opérés durant Zenkaiger 2021, et Donbrothers en 2022, King-Ohger se voit revenir à une formule Sentai plus classique, mais elle comporte tout de même quelques nouveautés. En effet, Ohsama Sentai King-Ohger est la première série Super Sentai à comporter un guerrier violet dans l'équipe de départ. Bien qu'il y ait déjà eu des Rangers avec un thème insecte par le passé, c'est la première fois que les insectes sont le thème principal d'une équipe de Super Sentai. Au début des années 1990, un scénario se basant sur une équipe de Super Sentai ayant les insectes pour thème est proposé, mais les insectes étaient jugés comme peu vendeur pour le marketing à l'époque.[réf. nécessaire] Le scénario a, cependant, été repris pour la licence Metal Hero, ce qui a donné naissance à dilogie B-Fighter.

## Personnages

### King-Ohgers
| Acteur/Voix                                  | Personnage                                                                    | Senshi                                                | Motif                                      |
| -------------------------------------------- | ----------------------------------------------------------------------------- | ----------------------------------------------------- | ------------------------------------------ |
| Taisei Sakai (酒井 大成, Sakai Taisei)       | Gira Hasty (ギラ・ハスティー, Gira Hasutī)                                    | Kuwagata-Ohger (クワガタオージャー, Kuwagata-Ōjā)     | Lucane cerf-volant (鍬形虫, Kuwagatamushi) |
| Aoto Watanabe (渡辺 碧斗, Watanabe Aoto)     | Yanma Gust (ヤンマ・ガスト, Yanma Gasuto)                                     | Tombo-Ohger (トンボオージャー, Tonbo-Ōjā)             | Libellule (蜻蛉, Tonbo)                    |
| Erica Murakami (村上 愛花, Murakami Erika)   | Himeno Ran (ヒメノ・ラン, Himeno Ran)                                         | Kamakiri-Ohger (カマキリオージャー, Kamakiri-Ōjā)     | Mante religieuse (蟷螂, Kamakiri)          |
| Yuzuki Hirakawa (平川 結月, Hirakawa Yuzuki) | Rita Kaniska (リタ・カニスカ, Rita Kanisuka)                                  | Papillon-Ohger (パピヨンオージャー, Papiyon-Ōjā)      | Papillon (蝶, Chō)                         |
| So Kaku (佳久 創, Kaku Sō)                   | Kaguragi Dybowski (カグラギ・ディボウスキ, Kaguragi Dibousuki)                | Hachi-Ohger (ハチオージャー, Hachi-Ōjā)               | Abeille (蜂, Hachi)                        |
| Masashi Ikeda (池田 匡志, Ikeda Masashi)     | Jeramie Brasieri (ジェラミー・ブラシエリ, Jeramī Burashieri) (épisodes 11-50) | Spider Kumonos (スパイダークモノス, Supaidā Kumonosu) | Araignée (蜘蛛, Kumo)                      |

## Épisodes
1. Je serai roi (我は王なり, Ware wa Ōnari?)
2. Un roi pour qui ? (誰がための王, Dare ga Tame no Ō?)
3. Dévouer sa personne (我がままを捧ぐ, Wagamama wo Sasagu?)
4. Le seigneur sans son masque (殿のオモテなし, Tono no Omote Nashi?)
5. Le monarque de l'hiver approche (冬の王来たる, Fuyu no Ō Kitaru?)
6. Le retour du prince (王子の帰還, Ōji no Kikan?)
7. La colère de Dieu (神の怒り, Kami no Ikari?)
8. Le jugement par duel du roi et du prince (王と王子の決闘裁判, Ō to Ōji no Kettō Saiban?)
9. Gira le fugitif (ギラ逃走中, Gira Tōsōchū?)
10. Le légendaire esprit gardien (伝説の守護神, Densetsu no Shugoshin?)
11. Mystérieux ! L'homme au masque d'araignée (怪奇！クモ仮面の男, Kaiki! Kumo Kamen no Otoko?)
12. Le sixième roi (6人目の王様, Roku Hitome no Ō-sama?)
13. La fureur de l'araignée (怒りのスパイダー, Ikari no Supaidā?)
14. Tous avec Moffun (もっふんといっしょ, Moffun to Issho?)
15. Rendre visite à Suzume (スズメにお見舞い, Suzume ni o-mimai?)
16. Le juge suprême âgé de 10 ans (10才の裁判長, Jūsai no Saibanchō?)
17. Un roi ne fuit pas (王は逃げない, Ō wa Nigenai?)
18. La couronne du commencement (始まりの王冠, Hajimari no Ōkan?)
19. L'escadron royal King-Ohger (王様戦隊キングオージャー, Ō-sama Sentai Kingu-Ōjā?)
20. Duel entre rois (王と王の決闘, Ō to Ō no Kettō?)
21. Poursuivez la voie des rois (突き進め王道を, Tsukisusume Ōdō wo?)
22. La grande fusion des Gardieux (シュゴッド大集合, Shugoddo Daishūgō?)
23. Le château ambulant du Gardieaume (シュゴッダムの動く城, Shugoddamu no Ugokushiro?)
24. 狭間の王VS奈落の王 (Hazama no Ō Tai Naraku no Ō?)
25. 王と民の戦い (Ō to Min no Tatakai?)
26. 新王国の誕生 (Shin Ōkoku no Tanjō?)
27. 宇蟲王の到来 (Uchū Ō no Tōrai?)
28. シャッフル・キングス！ (Shaffuru Kingusu!?)
29. 王様失格 (Ōsama Shikkaku?)
30. 凍てつく天秤 (Itetsuku Tenbin?)
31. 二千年の愛 (Nisen'nen no Ai?)
32. 遭遇！キョウリュウ！ (Sōgū! Kyōryū!?)
33. シューゴー！キングとキョウリュウ‼ (Shūgō! Kingu to Kyōryū!!?)
34. シュゴ仮面の逆襲 (Shugo Kamen no Gyakushū?)
35. 泣くなスカポンタヌキ (Nakuna Sukapon Tanuki?)
36. ヒメノのお見合い大作戦 (Himeno no Omiai Dai Sakusen?)
37. イロキの乱 (Iroki no Ran?)

## Autres médias
- The Talking Kings (5 mars 2023) : Discussion du Cast sur Toei Tokusatsu Fan Club
- Ohsama Sentai King-Ohger Show - Série 1 : Les Voilà à G-Rosso !! (25 mars 2023) : Spectacle au G-Rosso de Tokyo Dome City
- 5 Minutes pour comprendre ! Ohsama Sentai King-Ohger (31 mars 2023) : Résumé des épisodes de mars sur Toei Tokusatsu YouTube Official
- Les Kings Zenryoku-dansent sur Zenryoku King (31 mars 2023) : Danse officielle du générique sur Toei Tokusatsu YouTube Official
- Toei Tokusatsu Action Club (2 avril 2023) : Activités du Cast et de leurs Suit Actors sur Toei Tokusatsu Fan Club
- King-chan (16 avril 2023) : Web-réalité sur Toei Tokusatsu Fan Club
- Seiyuu Park Kensetsu Keikaku Metaverse-Bu × Ohsama Sentai King-Ohger : Collab SP (23 avril 2023) : Téléralité croisant Shin Sekai Metaverse !! et Ohsama Sentai King-Ohger